# Beifei He
Beifei He är ett vattendrag i Kina. Det ligger i provinsen Anhui, i den östra delen av landet, omkring 130 kilometer norr om provinshuvudstaden Hefei.
Genomsnittlig årsnederbörd är 1 148 millimeter. Den regnigaste månaden är juli, med i genomsnitt 201 mm nederbörd, och den torraste är december, med 23 mm nederbörd.